# Cirugia del sueño
La cirugía del sueño es una subespecialidad quirúrgica dedicada al tratamiento de los trastornos respiratorios del sueño. Los trastornos respiratorios del sueño son un diagnóstico amplio que abarca afecciones como la apnea obstructiva del sueño, el ronquido y el síndrome de resistencia de las vías respiratorias superiores. La cirugía del sueño es realizada por cirujanos especializados en otorrinolaringología, cirugía oral y maxilofacial, y cirugía craneofacial. Los procedimientos tienen como objetivo abordar las causas anatómicas subyacentes de la obstrucción de las vías respiratorias. 

## Razones para la cirugía
La apnea obstructiva del sueño implica el colapso de las vías respiratorias durante el sueño. Esto puede provocar una obstrucción completa de las vías respiratorias, lo que lleva a hipoxia, despertares durante el sueño y ronquidos. El sueño interrumpido causa síntomas como somnolencia diurna, fatiga y disminución de la función mental. Sin tratamiento, la apnea obstructiva del sueño se asocia con un aumento de la mortalidad general por todas las causas, accidentes de tráfico y condiciones cardiovasculares como hipertensión arterial, fibrilación auricular, insuficiencia cardíaca congestiva, hipertensión pulmonar y accidentes cerebrovasculares. El tratamiento de primera línea para la apnea del sueño es la presión positiva continua(PPC) en las vías respiratorias (o CPAP, por sus siglas en inglés). Sin embargo, al cabo de un año de iniciar el uso de PPC, el 50% de los pacientes deja de usar su dispositivo.  La cirugía del sueño generalmente tiene como objetivo abordar directamente el colapso de las vías respiratorias durante el sueño o facilitar el uso de PPC. Los estudios muestran que las cirugías del sueño pueden aliviar la somnolencia excesiva causada por la apnea del sueño, así como reducir el Índice de Apnea-Hipopnea (IAH).

## Procedimientos quirúrgicos

### Amigdalectomía
La amigdalectomía es la cirugía más común utilizada para el manejo de los trastornos respiratorios del sueño en niños. En este procedimiento, se eliminan las amígdalas y las adenoides para despejar las vías respiratorias superiores. Las amígdalas están ubicadas lateralmente en la orofaringe. En los niños, las amígdalas a menudo se agrandan y ocupan gran parte de las vías respiratorias. En casos donde las amígdalas están agrandadas, pueden bloquear las vías respiratorias durante el sueño, lo que lleva a trastornos respiratorios del sueño y apnea obstructiva del sueño. La cirugía es a menudo el tratamiento de primera línea para pacientes con amígdalas agrandadas que puedan estar contribuyendo a los trastornos respiratorios del sueño.La amigdalectomía a menudo se combina con la adenoidectomía en el tratamiento de los trastornos respiratorios del sueño.

### Estimulación del nervio hipogloso
La estimulación del nervio hipogloso implica el uso de un dispositivo que estimula las ramas del nervio hipogloso responsables de la protrusión de la lengua. Esto adelanta la lengua hacia adelante y se considera una forma de tratar la apnea del sueño causada por el colapso de la base de la lengua y el paladar. Algunos estimuladores del nervio hipogloso tienen sensores para detectar la inspiración, de modo que el nervio se estimula para que la lengua se protruya durante la inspiración y la estimulación se detiene durante la espiración. Existen varios modelos de estimuladores implantables del nervio hipogloso, incluyendo el Inspire, el Genio y el Aura6000. A partir de 2023, solo el dispositivo Inspire cuenta con la aprobación de la FDA, mientras que el Genio y el Aura6000 permanecen en uso investigacional en los Estados Unidos.

### Uvulopalatofaringoplastia (UPFP)
La uvulopalatofaringoplastia es una cirugía que consiste en eliminar porciones del paladar y la úvula para retirar el exceso de tejido, de manera que sea menos probable que colapse. Existen diversas técnicas, pero en general implican la resección de la úvula, la resección del paladar blando y la amigdalectomía. La uvulopalatofaringoplastia tiene una tasa de éxito estimada del 40%, con reducciones del índice de apnea-hipopnea (IAH) que varían entre el 35% y el 50%. Las complicaciones incluyen dolor, sangrado, disfagia, sensación de cuerpo extraño/globo, regurgitación nasal, insuficiencia velofaríngea y disgeusia.

### Avance geniogloso
El avance del geniogloso consiste en mover la lengua y los músculos de soporte hacia adelante mediante el avance quirúrgico de los músculos y asegurándolos en la posición adelantada. Se cree que esto reduce el colapso de las vías respiratorias en la parte posterior de la faringe causado por la base de la lengua.

### Avance maxilomandibular
El avance maxilomandibular es un procedimiento quirúrgico en el que las porciones anteriores del maxilar y la mandíbula se separan de las porciones posteriores. Después de la separación, se avanzan hacia adelante para aumentar el diámetro de las vías respiratorias superiores y reducir el colapso. El avance maxilomandibular es altamente efectivo, con una reducción de aproximadamente el 85% en el índice de IAH y tasas de curación de aproximadamente el 50%.

### Traqueostomía
La traqueostomía es un procedimiento en el que se crea una conexión entre la tráquea y el cuello externo. En la apnea del sueño, el colapso de las vías respiratorias suele ocurrir por encima de la tráquea. Por lo tanto, la traqueostomía puede evitar la obstrucción en los tejidos blandos de las vías respiratorias superiores y permitir que el aire fluya a través de la tráquea rígida hacia los pulmones. La traqueostomía se reserva para casos graves de apnea del sueño o en situaciones en las que otros tratamientos no son una opción.